# Lillehammer Tour
Lillehammer Tour – minicykl zawodów w biegach narciarskich, rozgrywany w ramach Pucharu Świata w biegach narciarskich. Jego pierwsza edycja została rozegrana w sezonie 2014/2015. Odbyła się między 5-7 grudnia 2014. Start i meta wszystkich etapów znajdują się w norweskim Lillehammer. Zawody składają się z trzech konkurencji: sprintu, biegu dystansowego (5 km dla kobiet i 10 km dla mężczyzn) oraz biegu pościgowego (10 km dla kobiet i 15 km dla mężczyzn). Zwycięża ten zawodnik, który łącznie uzyska najlepszy czas. 

## Zwycięzcy Lillehammer Tour

### Kobiety
| Lp. | Edycja | I miejsce      | II miejsce               | III miejsce              |
| --- | ------ | -------------- | ------------------------ | ------------------------ |
| 1.  | 2014   | Marit Bjørgen  | Therese Johaug           | Heidi Weng               |
| 2.  | 2016   | Heidi Weng     | Ingvild Flugstad Østberg | Krista Pärmäkoski        |
| 3.  | 2018   | Therese Johaug | Ebba Andersson           | Ingvild Flugstad Østberg |

### Mężczyźni
| Lp. | Edycja | I miejsce              | II miejsce             | III miejsce     |
| --- | ------ | ---------------------- | ---------------------- | --------------- |
| 1.  | 2014   | Martin Johnsrud Sundby | Finn Hågen Krogh       | Sjur Røthe      |
| 2.  | 2016   | Martin Johnsrud Sundby | Johannes Høsflot Klæbo | Matti Heikkinen |
| 3.  | 2018   | Didrik Tønseth         | Sjur Røthe             | Emil Iversen    |

## Najwięcej razy na podium w klasyfikacji generalnej
| Miejsce | Imię i nazwisko          | 1. miejsca | 2. miejsca | 3. miejsca | Razem |
| ------- | ------------------------ | ---------- | ---------- | ---------- | ----- |
| 1.      | Therese Johaug           | 1          | 1          | 0          | 2     |
| 2.      | Heidi Weng               | 1          | 0          | 1          | 2     |
| 3.      | Marit Bjørgen            | 1          | 0          | 0          | 1     |
| 4.      | Ingvild Flugstad Østberg | 0          | 1          | 1          | 2     |
| 5.      | Ebba Andersson           | 0          | 1          | 0          | 1     |
| 6.      | Krista Pärmäkoski        | 0          | 0          | 1          | 1     |

| Miejsce | Imię i nazwisko        | 1. miejsca | 2. miejsca | 3. miejsca | Razem |
| ------- | ---------------------- | ---------- | ---------- | ---------- | ----- |
| 1.      | Martin Johnsrud Sundby | 2          | 0          | 0          | 2     |
| 2.      | Didrik Tønseth         | 1          | 0          | 0          | 1     |
| 3.      | Sjur Røthe             | 0          | 1          | 1          | 2     |
| 4.      | Finn Hågen Krogh       | 0          | 1          | 0          | 1     |
| 4.      | Johannes Høsflot Klæbo | 0          | 1          | 0          | 1     |
| 6.      | Matti Heikkinen        | 0          | 0          | 1          | 1     |
| 6.      | Emil Iversen           | 0          | 0          | 1          | 1     |

## Najwięcej miejsc na podium w etapach Lillehammer Tour
Stan na 2 grudnia 2018
| Miejsce | Imię i nazwisko          | Razem | 1 miejsca | 2 miejsca | 3 miejsca |
| ------- | ------------------------ | ----- | --------- | --------- | --------- |
| 1.      | Heidi Weng               | 6     | 1         | 2         | 3         |
| 2.      | Therese Johaug           | 4     | 4         | 0         | 0         |
| 2.      | Marit Bjørgen            | 4     | 1         | 1         | 2         |
| 4.      | Ingvild Flugstad Østberg | 2     | 0         | 2         | 0         |
| 4.      | Ebba Andersson           | 2     | 0         | 1         | 1         |

| Miejsce | Imię i nazwisko        | Razem | 1 miejsca | 2 miejsca | 3 miejsca |
| ------- | ---------------------- | ----- | --------- | --------- | --------- |
| 1.      | Martin Johnsrud Sundby | 3     | 1         | 1         | 1         |
| 2.      | Calle Halfvarsson      | 2     | 2         | 0         | 0         |
| 2.      | Didrik Tønseth         | 2     | 1         | 1         | 0         |
| 2.      | Pål Golberg            | 2     | 1         | 0         | 1         |
| 2.      | Sjur Røthe             | 2     | 1         | 0         | 1         |
| 2.      | Emil Iversen           | 2     | 0         | 2         | 0         |
| 2.      | Finn Hågen Krogh       | 2     | 0         | 1         | 1         |

## Punktacja
Zawody Lillehammer punktowane są inaczej niż pozostałe. Za wygranie poszczególnych etapów uzyskuje się 50 punktów, natomiast za triumf w całym minicyklu do punktów zdobytych w etapach dolicza się 200 punktów. Taką samą punktację etapową stosuje się w Tour de Ski, Ruka Triple, Finale Pucharu Świata oraz Ski Tour Kanada.
| Miejsce | 1   | 2   | 3   | 4   | 5  | 6  | 7  | 8  | 9  | 10 | 11 | 12 | 13 | 14 | 15 | 16 | 17 | 18 | 19 | 20 | 21 | 22 | 23 | 24 | 25 | 26 | 27 | 28 | 29 | 30 |
| ------- | --- | --- | --- | --- | -- | -- | -- | -- | -- | -- | -- | -- | -- | -- | -- | -- | -- | -- | -- | -- | -- | -- | -- | -- | -- | -- | -- | -- | -- | -- |
| Punkty  | 200 | 160 | 120 | 100 | 90 | 80 | 72 | 64 | 58 | 52 | 48 | 44 | 40 | 36 | 32 | 30 | 28 | 26 | 24 | 22 | 20 | 18 | 16 | 14 | 12 | 10 | 8  | 6  | 4  | 2  |

| Miejsce | 1  | 2  | 3  | 4  | 5  | 6  | 7  | 8  | 9  | 10 | 11 | 12 | 13 | 14 | 15 | 16 | 17 | 18 | 19 | 20 | 21 | 22 | 23 | 24 | 25 | 26 | 27 | 28 | 29 | 30 |
| ------- | -- | -- | -- | -- | -- | -- | -- | -- | -- | -- | -- | -- | -- | -- | -- | -- | -- | -- | -- | -- | -- | -- | -- | -- | -- | -- | -- | -- | -- | -- |
| Punkty  | 50 | 46 | 43 | 40 | 37 | 34 | 32 | 30 | 28 | 26 | 24 | 22 | 20 | 18 | 16 | 15 | 14 | 13 | 12 | 11 | 10 | 9  | 8  | 7  | 6  | 5  | 4  | 3  | 2  | 1  |